# 1993 w grach komputerowych

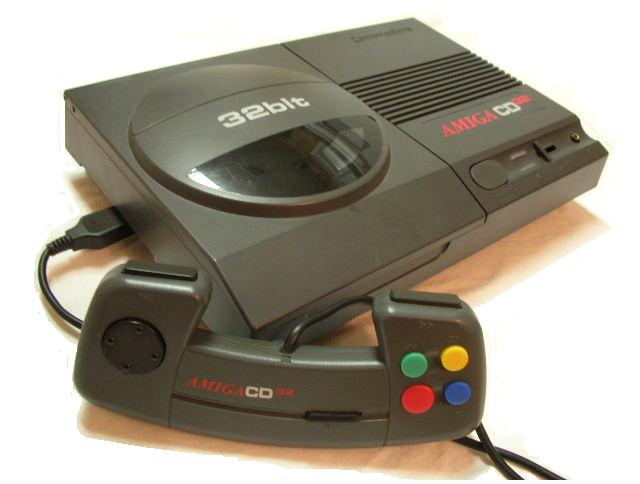
Konsola gier wideo Amiga CD32, zaprezentowana po raz pierwszy 16 lipca 1993 r.

Artykuł opisuje ważne wydarzenia w 1993 roku w branży gier komputerowych. Zobacz też: historia gier komputerowych.

## Wydarzenia
- 1 marca – wydanie książki Game Over, poświęconej firmie Nintendo

## Wydane gry
- 15 marca – NHL ’94
- 22 marca – The Settlers
- 22 kwietnia – The Punisher (gra arcade)
- 5 sierpnia – The Lost Vikings
- 11 sierpnia – Lands of Lore: The Throne of Chaos
- 1 listopada – Mortal Kombat II
- 10 grudnia – Doom
- październik – Virtua Fighter
- dokładna data wydania nieznana – Dungeons & Dragons: Tower of Doom
- dokładna data wydania nieznana – Fury of the Furries
- dokładna data wydania nieznana – Network Q RAC Rally
- dokładna data wydania nieznana – SkyRoads
- dokładna data wydania nieznana – Soccer Kid
- dokładna data wydania nieznana – War in the Gulf